# Magda Spiegel

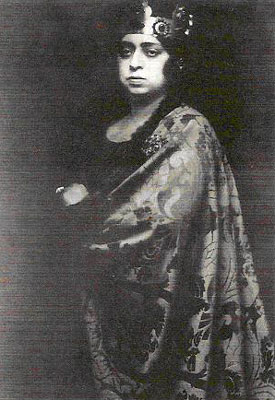
Magda Spiegel als Ortrud in Lohengrin (1929)

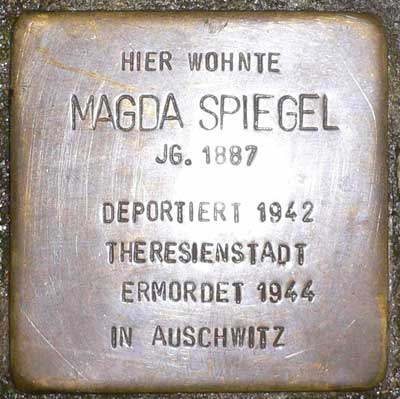
Stolperstein für Magda Spiegel in der Holzhausenstrasse 16 in Frankfurt am Main

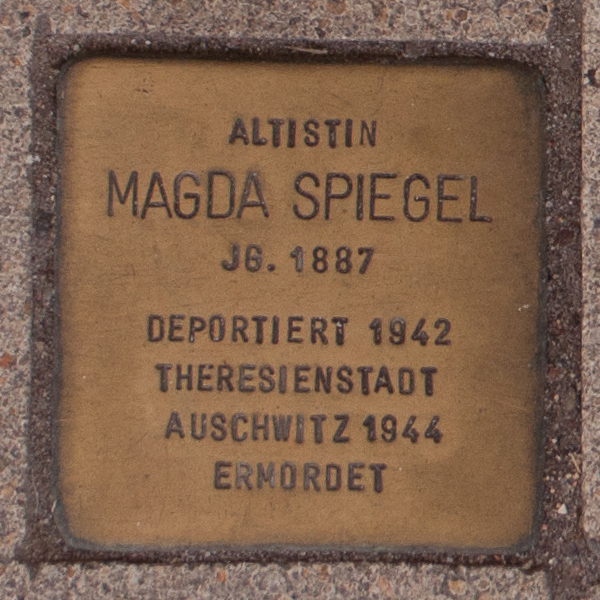
Stolperstein für Magda Spiegel vor der Hamburgischen Staatsoper in Hamburg-Neustadt

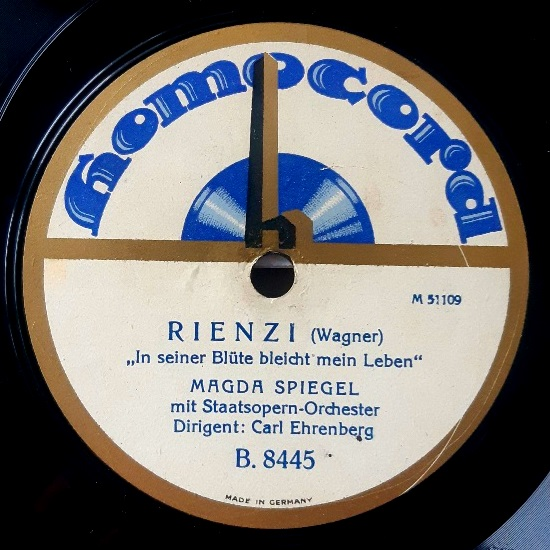
Schallplatte von Magda Spiegel (Berlin 1923)

Magda Spiegel (geboren am 3. November 1887 in Prag, Österreich-Ungarn; gestorben wahrscheinlich am 20. Oktober 1944 im KZ Auschwitz) war eine deutsche Konzert- und Opernsängerin.

## Leben
Bereits mit knapp 20 Jahren hatte die klassische Altistin ihren ersten Auftritt in ihrer Heimatstadt. Sie zog nach Deutschland und erhielt Auftritte am Düsseldorfer Staatstheater (1911). Sie lebte nun mehrere Jahre in der Stadt am Rhein, doch immer wieder wurde sie an andere Opernhäuser zu Gastspielen verpflichtet. Richard Strauss holte sie nach Berlin, 1917 hatte sie einen riesigen Erfolg an der Oper Frankfurt als Brangäne in Richard Wagners Tristan und Isolde. In Frankfurt erhielt sie auch ihr erstes festes Engagement. Von dort aus wurde sie auch weiterhin im In- und Ausland angefordert, um alle bekannten Rollen ihres Fachs zu interpretieren. Magda Spiegel galt mit ihrer dramatischen Altstimme als ein Jahrhunderttalent.
Als die Nationalsozialisten 1933 mit der Säuberung der Kulturstätten begannen, fiel auch Magda Spiegel, die jüdischer Herkunft war, auf. Obwohl sie konvertierte, erhielt sie immer weniger Angebote und wurde in der Presse verhöhnt. Der Part der Ortrud in Lohengrin war 1935 ihre letzte Vorstellung. Sie zog sich zurück und lebte sieben Jahre in Frankfurt, bis sie 1942 in das KZ Theresienstadt verschleppt wurde.
Die Deportation nach Theresienstadt erfolgte am 1. September 1942. Sie trat noch bei Lagerkonzerten auf, unter anderem war sie eine der alternierenden Altistinnen im Requiem von Giuseppe Verdi. Am 19. Oktober 1944 wurde sie ins Vernichtungslager Auschwitz-Birkenau transportiert und dort wahrscheinlich direkt nach der Ankunft ermordet. Stolpersteine vor dem Haus Holzhausenstraße 16, wo sie von 1936 bis 1941 wohnte, und vor der Hamburgischen Staatsoper erinnern an die Künstlerin.
Magda Spiegel hinterließ drei Platten für drei verschiedene Firmen. Die erste erschien bei Odeon (Berlin 1922), die anderen beiden bei Homokord und Vox (beide Berlin 1923).